# بندر بن محمد بن سعود الكبير
الأمير بندر بن محمد بن سعود الكبير الرئيس الأسبق لنادي الهلال السعودي (من 1996 حتى 2000) حقق نادي الهلال خلال فترة رئاسته للنادي دوري أبطال آسيا 2000  وبطولة الدوري السعودي موسم 1997 - 1998م. حقق الهلال في عهده ثلاث بطولات آسيوية وعدد من البطولات المحلية ومن ضمنها كأس المؤسس .

## البطولات التي حققها مع الهلال
▪الدوري السعودي 1998
▪كأس المؤسس 2000
▪كأس الكؤوس الآسيوية 1997
▪كأس السوبر الآسيوي 1998
▪بطولة الصداقة الدولية 1999
▪كأس الأندية الخليجية 1998
▪كأس الاتحاد السعودي 2000
▪دوري أبطال آسيا 2000
```
يعد الأمير بندر بن محمد من مؤسسي مدرسة الهلال التي تدعم المواهب الشابة في النادي لإبراز مواهبهم وهو رئيس هيئة أعضاء شرف الهلال سابقا (2012_2018)
```

## الوفاة
توفي الأمير بندر بن محمد بن سعود الكبير آل سعود في يوم الأربعاء 29 جمادى الأولى 1445هـ الموافق 13 ديسمبر 2023م وصلي عليه يوم الخميس 1 جمادى الآخرة 1445هـ الموافق 14 ديسمبر 2023م في جامع الامام تركي بن عبدالله في مدينة الرياض وتقدم المصلين عليه الأمير فيصل بن بندر بن عبد العزيز آل سعود أمير منطقة الرياض وعدد من الأمراء والمسؤولين من مدنيين وعسكريين ونقل جثمانه إلى مقبرة العود حيث دفن هناك.